# 34285 Dorothydady
2000 QA147 (asteroide 34285) é um asteroide da cintura principal. Possui uma excentricidade de 0.04446870 e uma inclinação de 2.50863º.
Este asteroide foi descoberto no dia 31 de agosto de 2000 por LINEAR em Socorro.